# Villalba de Duero
Villalba de Duero ist ein nordspanischer Ort und eine Gemeinde (municipio) mit 706 Einwohnern (Stand: 2024) im Süden der Provinz Burgos in der Autonomen Gemeinschaft Kastilien-León.

## Lage und Klima
Der Ort Villalba de Duero liegt im Duero-Tal in einer Höhe von etwa 800 m. Die Stadt Burgos befindet sich knapp 85 km (Fahrtstrecke) nördlich; Aranda de Duero liegt ca. 6 km südöstlich. Das Klima im Winter ist oft rau, im Sommer dagegen meist gemäßigt und warm; Regen (ca. 460 mm/Jahr) fällt überwiegend im Winterhalbjahr.

## Bevölkerungsentwicklung
| Jahr      | 1857 | 1900 | 1950 | 2000 | 2017 |
| Einwohner | 673  | 554  | 562  | 595  | 673  |

Die Mechanisierung der Landwirtschaft und die Aufgabe bäuerlicher Kleinbetriebe führten seit den 1950er Jahren zu einem Mangel an Arbeitsplätzen im Ort selbst und in den umgebenden Dörfern, der allerdings durch die Nähe zur Stadt Aranda de Duero ausgeglichen werden konnte.

## Wirtschaft
In früheren Zeiten war Villalba de Duero eine sich weitgehend selbst versorgendes Bauerndorf im Duero-Tal; allerdings konnten die hier produzierten Weine über den Fluss bis nach Porto verschifft werden. Der Ort gehört heute zum Weinbaugebiet Ribera del Duero. Am Duero befindet sich ein Wasserkraftwerk (Central hidroeléctrica de La Recorba).

## Geschichte
Aus keltischer, römischer, westgotischer und islamischer Zeit wurden bislang keine Zeugnisse gefunden. Im 8. und frühen 9. Jahrhundert befand sich die Gegend unter islamisch-maurischem Einfluss, doch wurde das Gebiet wegen des ungewohnt rauen und regnerischen Klimas von den Berbern weder dauerhaft besiedelt noch in höherem Maß verteidigt. Ende des 9. Jahrhunderts erhielt der kastilische Graf Diego Rodríguez Porcelos von König Alfons III. von Asturien den Auftrag zur Wiederbesiedlung (repoblación) des entvölkerten Landes. Von ca. 910 bis zum Ende des Kalifats von Córdoba (1031) bildete der Duero die Grenze zwischen der christlichen Einflusssphäre im Norden und der islamischen im Süden. Der Ort wird im Jahr 1244 erstmals urkundlich erwähnt.

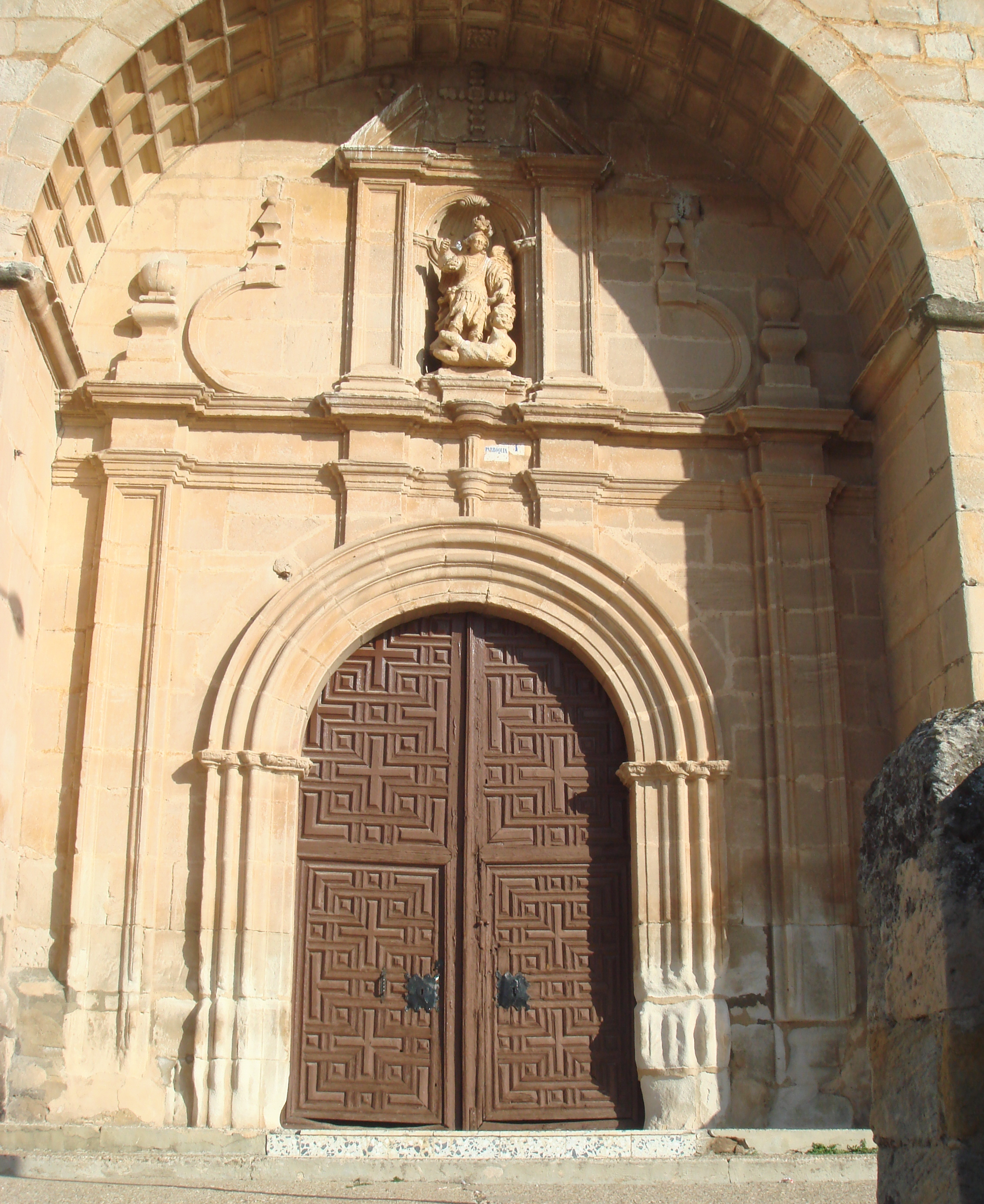
Kirchenportal

## Sehenswürdigkeiten
- Einzige Sehenswürdigkeit des Ortes ist die um die Mitte des 18. Jahrhunderts erbaute und dem Erzengel Michael geweihte Iglesia de San Miguel Arcángel. Beachtenswert sind der dreigeteilte Glockengiebel (espadaña) und das imposante Südportal im klassizistischen Stil. Das Kirchenschiff (nave) hat ein Stichkappengewölbe.
- Zwei Kapellen (Virgen del Prado und San Pedro) stehen am Ortsrand.